# Пертубація
Пертубація — метод дослідження прохідності і функціонального стану маткових труб шляхом введення газу в порожнину матки і маткові труби.
Показами до пертубації є безпліддя, пов'язане із спаєчним процесом в маткових трубах або з перитубарними (навколо труби) спайками.